# Teòdot de Laodicea
Teòdot (grec antic: Θεὸδοτος, llatí: Theodotus) fou un metge i bisbe grec. Va succeir a Esteve com a bisbe de Laodicea de Síria a començament del segle iv.
Eusebi en fa un gran elogi i li va dedicar la seva obra Praeparatio Evangeliea; però després sembla que va adoptar l'heretgia ariana i fou un dels bisbes arians més actius. Va excomunicar a Apol·linar, pare i fill, acusats de mantenir contactes amb el sofista pagà Epifani. Va tenir part principal en la deposició del bisbe Eustaci d'Antioquia. Va dirigir la seva seu per uns trenta anys i el va succeir Jordi. El seu nom apareix a alguns martirologis amb data 2 de novembre, però sembla degut a un error.